# Francesco Renzetti
Francesco Renzetti (Monte Carlo, 22 gennaio 1988) è un calciatore italiano, difensore della Langhiranese.

## Carriera

### Club

#### Genoa e prestito alla Lucchese
Cresciuto nel Genoa, debutta con il grifone in Serie C1 il 4 dicembre 2005, nella partita pareggiata per 0-0 contro il Monza e nel gennaio successivo passa alla Lucchese nella medesima categoria, dove rimane sino all'estate del 2008, collezionando 73 presenze complessive.

#### Albinoleffe e Padova
Nella stagione 2008-2009 si trasferisce all'AlbinoLeffe dove si impone come titolare, meritandosi la convocazione nella nazionale Under-21. Il 29 novembre 2008 trova il suo primo gol, nella vittoria per 1-2 sul campo del Bari, partita in cui realizza anche un assist a Carlo Gervasoni.
Il 13 luglio 2009 viene ufficializzato il suo passaggio in comproprietà dal Genoa al Padova per la stagione 2009-2010 di Serie B. Il 25 giugno 2010 viene ufficializzato il suo passaggio definitivo alla società biancoscudata. Il 25 agosto 2012 segna il suo primo gol con i patavini su azione nata da calcio d'angolo contro il Lanciano, sua unica rete con il club veneto.

#### Cesena, ritorno al Genoa e di nuovo Cesena
Il 1º luglio 2013 dopo quattro stagioni con la maglia biancoscudata, rimane svincolato. Successivamente il 12 luglio firma un contratto triennale con il Cesena. Al primo anno con i romagnoli contribuisce alla promozione in Serie A, in cui debutta per la prima volta il 31 agosto 2014 nella vittoria per 1-0 sul Parma.
Il 30 giugno 2016 viene acquistato dal Genoa, tornando così in Liguria dopo dieci anni. Nella stessa sessione di mercato, dopo due panchine alle prime due giornate di campionato, fa tuttavia ritorno in prestito al Cesena. Il suo primo e unico gol con la squadra romagnola arriva il 28 gennaio 2017, nel pareggio per 2-2 contro l'Ascoli.

#### Cremonese
Il 12 luglio 2017 passa in prestito con obbligo di riscatto alla Cremonese. Con la squadra lombarda si conferma titolarissimo nella prima stagione, tuttavia nelle stagioni a seguire perde questo ruolo, collezionando solamente 16 presenze nella stagione successiva e 6 nella sua terza. 

#### Chievo
Il 28 gennaio 2020 viene ceduto al Chievo. Tra gennaio e giugno 2020 è presente in tutte le partite della squadra veneta, fornendo anche due assist (a Djordjevic e Rigione) nella vittoria per 4-1 contro il Cittadella del 24 luglio. Il 27 agosto 2020 rinnova il suo contratto con i clivensi. Nella sua seconda esperienza con questa casacca colleziona 30 presenze. 

#### Modena
Il 30 giugno 2021 firma per il Modena, in Serie C. Con i canarini nel 2022 vince il campionato e la Supercoppa di Serie C.
Il 17 marzo 2023, scendendo in campo contro il Palermo, raggiunge quota 400 partite disputate in Serie B. Il 10 agosto successivo risolve, con un anno di anticipo, il proprio contratto con gli emiliani.

### Nazionale
Tra le nazionali giovanili ha giocato con l'Under-15  (4 presenze su 4 convocazioni), l'Under-17 (3 presenze e 2 gol su 9 convocazioni) e l'Under-20 (3 presenze su 3 convocazioni).
Il 25 marzo 2009 esordisce con la Nazionale Under-21 guidata da Pierluigi Casiraghi, giocando da titolare nella partita Austria-Italia (2-2) disputata a Vienna.

## Statistiche

### Presenze e reti nei club
Statistiche aggiornate al 25 maggio 2023.
| Stagione         | Squadra          | Campionato       | Campionato | Campionato | Coppe nazionali | Coppe nazionali | Coppe nazionali | Coppe europee | Coppe europee | Coppe europee | Altre coppe | Altre coppe | Altre coppe | Totale | Totale |
| Stagione         | Squadra          | Camp             | Pres       | Reti       | Camp            | Pres            | Reti            | Camp          | Pres          | Reti          | Camp        | Pres        | Reti        | Pres   | Reti   |
| ---------------- | ---------------- | ---------------- | ---------- | ---------- | --------------- | --------------- | --------------- | ------------- | ------------- | ------------- | ----------- | ----------- | ----------- | ------ | ------ |
| 2005-gen. 2006   | Genoa            | C1               | 1          | 0          | CI+CI-C         | 1+3             | 0               | -             | -             | -             | -           | -           | -           | 5      | 0      |
| gen.-giu. 2006   | Lucchese         | C1               | 11         | 0          | CI+CI-C         | 0+3             | 0               | -             | -             | -             | -           | -           | -           | 14     | 0      |
| 2006-2007        | Lucchese         | C1               | 27         | 0          | CI+CI-C         | 1+3             | 0               | -             | -             | -             | -           | -           | -           | 31     | 0      |
| 2007-2008        | Lucchese         | C1               | 25         | 0          | CI-C            | 3               | 0               | -             | -             | -             | -           | -           | -           | 28     | 0      |
| Totale Lucchese  | Totale Lucchese  | Totale Lucchese  | 63         | 0          |                 | 10              | 0               |               | -             | -             |             | -           | -           | 73     | 0      |
| 2008-2009        | AlbinoLeffe      | B                | 39         | 1          | CI              | 2               | 0               | -             | -             | -             | -           | -           | -           | 41     | 1      |
| 2009-2010        | Padova           | B                | 31+1       | 0          | CI              | 1               | 0               | -             | -             | -             | -           | -           | -           | 33     | 0      |
| 2010-2011        | Padova           | B                | 38+4       | 0          | CI              | 1               | 0               | -             | -             | -             | -           | -           | -           | 42     | 0      |
| 2011-2012        | Padova           | B                | 40         | 0          | CI              | 1               | 0               | -             | -             | -             | -           | -           | -           | 41     | 0      |
| 2012-2013        | Padova           | B                | 31         | 1          | CI              | 0               | 0               | -             | -             | -             | -           | -           | -           | 31     | 1      |
| Totale Padova    | Totale Padova    | Totale Padova    | 140+5      | 1          |                 | 3               | 0               |               | -             | -             |             | -           | -           | 148    | 1      |
| 2013-2014        | Cesena           | B                | 35+4       | 0          | CI              | 2               | 0               | -             | -             | -             | -           | -           | -           | 41     | 0      |
| 2014-2015        | Cesena           | A                | 23         | 0          | CI              | 1               | 0               | -             | -             | -             | -           | -           | -           | 24     | 0      |
| 2015-2016        | Cesena           | B                | 36+1       | 0          | CI              | 2               | 0               | -             | -             | -             | -           | -           | -           | 39     | 0      |
| 2016-2017        | Cesena           | B                | 30         | 1          | CI              | 2               | 0               | -             | -             | -             | -           | -           | -           | 32     | 1      |
| Totale Cesena    | Totale Cesena    | Totale Cesena    | 124+5      | 1          |                 | 7               | 0               |               | -             | -             |             | -           | -           | 136    | 1      |
| 2017-2018        | Cremonese        | B                | 38         | 0          | CI              | 2               | 0               | -             | -             | -             | -           | -           | -           | 40     | 0      |
| 2018-2019        | Cremonese        | B                | 16         | 0          | CI              | 0               | 0               | -             | -             | -             | -           | -           | -           | 16     | 0      |
| 2019-gen. 2020   | Cremonese        | B                | 6          | 0          | CI              | 3               | 0               | -             | -             | -             | -           | -           | -           | 9      | 0      |
| Totale Cremonese | Totale Cremonese | Totale Cremonese | 60         | 0          |                 | 5               | 0               |               | -             | -             |             | -           | -           | 65     | 0      |
| gen.-giu.2020    | Chievo           | B                | 17+3       | 0          | CI              | -               | -               | -             | -             | -             | -           | -           | -           | 20     | 0      |
| 2020-2021        | Chievo           | B                | 30         | 0          | CI              | 0               | 0               | -             | -             | -             | -           | -           |             | 30     | 0      |
| Totale Chievo    | Totale Chievo    | Totale Chievo    | 47+3       | 0          |                 | 0               | 0               |               |               |               |             |             |             | 50     | 0      |
| 2021-2022        | Modena           | C                | 15         | 0          | CI-C            | 2               | 0               | -             | -             | -             | SC-C        | 2           | 0           | 19     | 0      |
| 2022-2023        | Modena           | B                | 18         | 0          | CI              | 1               | 0               | -             | -             | -             | -           | -           | -           | 19     | 0      |
| Totale Modena    | Totale Modena    | Totale Modena    | 33         | 0          |                 | 3               | 0               |               | -             | -             |             | 2           | 0           | 38     | 0      |
| Totale carriera  | Totale carriera  | Totale carriera  | 507+13     | 3          |                 | 32              | 0               |               | -             | -             |             | 2           | 0           | 544    | 3      |

## Palmarès

### Club

#### Competizioni nazionali
- Serie C: 1

Modena: 2021-2022 (girone B)
- Supercoppa Serie C: 1

Modena: 2022